# Fiumicello - Villa Vicentina
Fiumicello - Villa Vicentina (furlansko Flumisel Vile Visintine, vzhodno-furlansko Flumisel La Vila) je občina z 6.280 prebivalci (2021) v avtonomni deželi Furlanija - Julijska krajina na vhodu v Furlanski nižini.

## Prebivalstvo

### Jeziki
V občini prebivalci poleg italijanščine uporabljajo tudi furlanščino. V skladu z resolucijo št. 2680 z dne 3. avgusta 2001 Sveta avtonomne dežele Furlanije - Julijske krajine je občina vključena v ozemeljsko varstvo furlanskega jezika za namene uporabe zakona št. 482/99, deželnega zakona št. 15/96 in deželnega zakona št. 29/2007.
Furlanščina, ki se govori v Červinjanu, je ena od različic goriške furlanščine (vzhodne furlanščine).

### Naselja
- Borgo Candaletis (furl. Candaletis)
- Borgo Malborghetto (Malborghet oz. Borc Dodon)
- Borgo Pacco (Borc di Pac)
- Borgo Sandrigo
- Capodisopra (Cjadisore oz. Cjadisora)
- Papariano (Paparian)
- San Lorenzo (San Lurinç oz. Salorens)
- San Valentino (San Valantin oz. Savalantin)
- Sant'Antonio (Borc Sant Antoni oz. Al Borc)
- Villa Vicentina (Vile Visintine oz. La Vila)